# Curcine
La curcine ou curcasine est une toxalbumine produite par Jatropha curcas, proche de la ricine de Ricinus communis et de la crotine de Croton tiglium (les genres Jatropha, Ricinus et Croton appartiennent tous à la famille des euphorbiacées). La curcine inhibe l'activité ribosomique (famille des Ribosome-inactivating proteins, RIPs) ce qui, de fait, empêche les synthèses protéiques. En fait, la curcine a une activité rRNA N-glycosidase, et clive spécifiquement les liaisons glycosidiques ribose-adénine de l'acide ribonucléique ribosomique (rRNA). Cela interfère avec la liaison des facteurs d'élongation nécessaires à la synthèse protéique (Peumnas et al, 2001). La synthèse de la curcine par Jatropha curcas est induite par une situation de stress.
La curcine a une action anti-tumorale.